# Propad Zahodnega rimskega cesarstva
Propad Zahodnega rimskega cesarstva predstavlja propad centralnega političnega nadzora v Zahodnem rimskem cesarstvu, kjer cesarstvu ni uspelo obdržati nadvlade, obsežno ozemlje pa je bilo razdeljeno med več držav naslednic. Rimsko cesarstvo ni več imelo prednosti, ki so mu  nekoč omogočale učinkovit nadzor nad provincami na zahodu; sodobni zgodovinarji navajajo več dejavnikov, kot so učinkovitost in številčnost vojske, zdravje in številčnost rimskega prebivalstva, gospodarska moč, sposobnost cesarjev, notranji boji za oblast, verske spremembe in učinkovitost držravne uprave. K propadu je v veliki meri prispeval tudi vse večji pritisk barbarskih vpadov zunaj meja Rimskega cesarstva, kar so povzročile predvsem podnebne spremembe in razsajanje bolezni. Razlogi za propad so glavne teme antičnega zgodovinopisja in so podlaga za številne primerjave v sodobnih razpravah o propadu države.
Leta 376 je v cesarstvo vstopila večja skupina Gotov in drugih neromanskih ljudstev, ki so bežala pred vdori Hunov. Rimske oblasti si jih v nasprotju z dotedanjim ravnanjem niso mogle podrediti. Teodozij I. je leta 395 po zmagi v dveh uničujočih državljanskih vojnah umrl. Zapustil je propadajočo vojsko, cesarstvo pa je bilo razdeljeno med sprtimi ministri njegovih dveh politično nesposobnih sinov. Goti in druga neromanska ljudstva so postali dovolj močna sila, ki je lahko izzvala oba dela Rimskega cesarstva. Druge barbarske skupine so prečkale Ren in druge meje države. Oborožene sile Zahodnega cesarstva so postale maloštevilne in neučinkovite, navkljub kratkotrajnim izboljšavam položaja pod sposobnimi voditelji se osrednja oblast ni nikoli več učinkovito utrdila.
Leta 476 je imel zahodnorimski cesar zanemarljivo vojaško, politično ali finančno moč in ni imel učinkovitega nadzora nad razpršenimi zahodnimi pokrajinami, ki jih je bilo tedaj moč označiti za rimske. Barbari so si na večjem delu območja Zahodnega cesarstva ustvarili lastna kraljestva. Leta 476 je germanski barbarski kralj Odoaker odstavil zadnjega cesarja Zahodnega rimskega cesarstva v Italiji, Romula Avgusta, senat pa je cesarske insignije predal vzhodnorimskemu cesarju Zenonu.
Čeprav je legitimnost Zahodnega rimskega cesarstva trajala še več stoletij in njegov kulturni vpliv ostaja še danes, Zahodno cesarstvo ni imelo nikoli več moči za ponovno obnovo. Vzhodnorimsko ali Bizantinsko cesarstvo je preživelo in stoletja ostalo učinkovita sila vzhodnega Sredozemlja, čeprav se je njegova moč tekom časa zmanjševala. Propad Rima ni edini enotni pojem za to obdobje; obdobje, opisano kot pozna antika, poudarja kulturno kontinuiteto Zahodnorimskega cesarstva v času političnega propada in po njem.